# نورتین سونمز
نورتین سونمز (زادهٔ ۲۳ نوامبر ۱۹۷۸) یک هنرپیشه و معلم هنرهای رزمی ترکیه است. او بیشتر برای بازی در نقش «بامسی بیگ» وی در سریال تاریخی قیام ارطغرل مؤسس عثمان شناخته می‌شود.

## اوایل زندگی
سونمز در ۲۳ نوامبر ۱۹۷۸ در استانبول به دنیا آمد. او فرزند یک خانواده مهاجر است. مادرش یک مهاجر آلبانیایی است. پدر او، اومیت سونمز، دندانپزشک است.[۳] نورتین سونمز از گروه مهندسی معدن دانشگاه استانبول فارغ‌التحصیل شد. او سپس به مدرسه بازیگری دیالوگ ارتباطات کان و آرسن گورزاپ رفت و از آنجا فارغ‌التحصیل شد. بعدها در دانشگاه یدی تپه در رشته تئاتر تحصیل کرد.

## حرفه
سونمز کار بازیگری خود را در سال ۱۹۹۹ با سریال آفتاب غروب آغاز کرد که در آن نقش اصلی را با سردار گوخان، پلین باتو به اشتراک گذاشت. او با شخصیت گادارعلی شروع به جلب توجه کرد که در سریال ایالت عثمانی درین منتشر شد که در سال ۲۰۱۳ منتشر شد. از سال ۲۰۱۴ با شخصیت بامسی بیرک در سریال قیام ارطغرل و دنباله آن به خوبی شناخته شد: مؤسس عثمان. علاوه بر بازیگری، سونمز همچنین مربی ورزشهای شرق دور است و آموزش و سمینارهایی را در ترکیه و خارج از کشور ارائه می‌دهد.

## فیلم‌شناسی
| سال       | یادداشت                       | نقش                       |
| --------- | ----------------------------- | ------------------------- |
| ۲۰۱۹–۲۰۲۱ | موسس: عثمان                   | en:Bamsı Beyrekبامسی بیرگ |
| ۲۰۱۴      | قیامت: ارطغرل                 | بامسی بیرگ                |
| ۲۰۱۳      | تاتار رمضان                   | اولوی                     |
| ۲۰۱۳      | دولت عمیق در امپراتوری عثمانی | کریم علی                  |
| ۲۰۱۲      | روزی روزگاری عثمانی           | کریم علی                  |
| ۲۰۱۱      | پروانه‌های آبی                 | برانکا برکوویچ            |
| ۱۹۹۹      | آفتاب غروب                    |                           |

## پیوندبه بیرون
- Nurettin Sönmez at IMDb[۱]